# Rivière du Loup (Chaudière)
Pour les articles homonymes, voir Rivière du Loup.
La rivière du Loup est un affluent de la rive est de la rivière Chaudière laquelle coule vers le nord pour se déverser sur la rive sud du fleuve Saint-Laurent, dans la région administrative de Chaudière-Appalaches, au Québec, au Canada.
La rivière du Loup coule dans les municipalités régionales de comté de :
- Le Granit : municipalité de Saint-Robert-Bellarmin ;
- Beauce-Sartigan : municipalités de Saint-Gédéon-de-Beauce, Saint-Théophile, Saint-Côme-Linière et Saint-Georges-de-Beauce.

## Géographie
Les principaux bassins versants voisins de la rivière du Loup sont :
- côté nord : rivière Vachon, rivière Famine, rivière des Abénaquis ;
- côté est : rivière Metgermette, rivière Metgermette Nord ;
- côté sud : ruisseau Stafford, rivière à la Truite ;
- côté ouest : rivière Chaudière, rivière à la Truite.

À partir de sa source, la rivière du Loup coule sur environ 80 km répartis selon les segments suivants :
- vers le nord dans Saint-Robert-Bellarmin, dans une petite vallée encastrée, jusqu'à la confluence du ruisseau Caouette venant de l'est ;
- vers le nord, jusqu'à la limite municipale de Saint-Gédéon jusqu'à la limite municipale de Saint-Théophile ;
- vers l'est en serpentant ;
- vers le nord, en serpentant dans le canton de Marlow, jusqu'à la route 269 ;
- vers le nord-ouest dans Saint-Théophile ;
- vers le nord-ouest en serpentant jusqu'au point du village de Saint-Côme-Linière ;
- vers le nord-ouest, jusqu'à la route 204 ;
- vers l'ouest, jusqu'à sa confluence.

La rivière du Loup se jette sur la rive est de la rivière Chaudière à Sartigan, près de Saint-Georges (Québec). Elle est le plus important tributaire de la rivière Chaudière dans le comté de Beauce.
Parmi ses affluents, on note les rivières Vachon, Metgermette, Wilson, du Portage (alimentée par le lac du Portage), rivière Taschereau, du Monument et la rivière Noire.

## Toponymie
Le toponyme Rivière du Loup a été officialisé le 28 février 1980 à la Commission de toponymie du Québec.